# ZTE Light
ZTE Light — планшетный компьютер китайской компании ZTE, выпущенный в 2010 году. На базе ZTE Light был создан брендированный планшет Билайн М2, продажи которого начались в России 14 декабря 2010 года. В феврале 2011 года на выставке Mobile World Congress компания представила вторую версию устройства: ZTE Light 2, с улучшенными характеристиками.
В России ZTE Light официально не продаётся.

## ZTE Light 2
По сравнению с предыдущей версией ZTE Light 2 обладает существенно лучшими характеристиками. Это устройство оборудовано 7-дюймовым сенсорным дисплеем Pixel Qi с разрешением 1024 x 600 пикселей. Особенности данного экрана в возможности работать в цветном и энергосберегающем чёрно-белом режиме (например, для чтения книг). Увеличена память планшета с 512 Мб до 4 Гб и тактовая частота процессора — 1 ГГц вместо 600 МГц. Толщина устройства не изменилась.
Дата начала продаж компанией на сегодняшний день не озвучена.